# Сенгоку
Сенгоку (на японски: 戦国時代 – букв. „Период на воюващите държави“) е период от японската история, характеризиращ се с безспирна гражданска война, обществени размирици и политически интриги и обхващащ периода от 1467 до 1573 г.
Периодът настъпва с избухването на Ониновата война през 1467 г., вследствие на която рухва феодалната система в Япония под управлението на шогуната Муромачи. Различни самурайски военачалници и кланове се борят за контрол над Япония в образувалия се вакуум на власт, докато групите ико-ики се надигат в борба срещу самурайското управление. Пристигането на европейците в Япония през 1543 г. въвежда аркебуза в местното военно дело и Япония слага край на статута си на васална държава на Китай през 1549 г.
След Ониновата война властта на независимите местни вождове значително се увеличава, а в много случаи заместниците на заможните домове узурпират началниците си, поданиците свалят от власт господарите си, а второстепенните фамилии завземат властта то главните фамилии. Появяват се нов вид владелци – даймьо. Те, обаче, се намират в постоянна война помежду си. Поради тази причина, до първата половина на 16 век даймьо от различните провинции натрупват силни армии. Към този момент те са на практика независими и контролират земеделските селски райони. Някои от тях издават свои собствени административни закони. Въпреки това, те въвеждат много подобрение в земеделието, за да увеличат продукцията си. Около замъците на даймьо се образуват градски центрове. Самите дворци също променят функцията си от защитна на административна. Търговията и градовете бележат рязко развитие.
Докато сражаващите се даймьо завладяват нови територии, никой император или шогун не успява да овладее положението в страната. Японските мародери, сътрудничещи си с китайските пирати, отново се активизират. Докато попиват традиционната култура на гражданската аристокрация, военните кланове въвеждат и континенталната култура на китайските династии в Япония. Церемониите по пиене на чай от династията Сун се разпространяват сред военната класа. Местните даймьо развиват културата във владенията си, целейки да повишат достойнството си като господари, като строят храмове в градовете и наемат занаятчии и учени. Така, макар периодът да е разкъсван от войни, той придава на Япония някои от най-отличителните ѝ културни институции.
Ода Нобунага разпуска шогуната Муромачи през 1573 г. и започва война за политическо обединение чрез сила, но е предаден от хората си и е убит през 1583 г. Наследникът му, Тойотоми Хидейоши, завършва кампанията му за обединение на Япония и консолидира властта си чрез многобройни влиятелни реформи. Хидейоши предприема нахлуване в Корея през 1592 г., но в крайна сметка се проваля и уронва престижа си преди да умре през 1598 г. Токугава Иеясу измества от трона младия син и наследник на Хидейоши, Тойотоми Хидейори, след битката при Секигахара през 1600 г. и възстановява феодалната система под управлението на шогуната Токугава. Периодът Сенгоку приключва, когато лоялистите на Тойотоми са победени след обсада на Осака през 1615 г.
Периодът Сенгоку е наречен от японските историци по подобие на иначе нямащия връзка с него период на воюващите държави в Китай.